# La Brugeoise et Nicaise et Delcuve

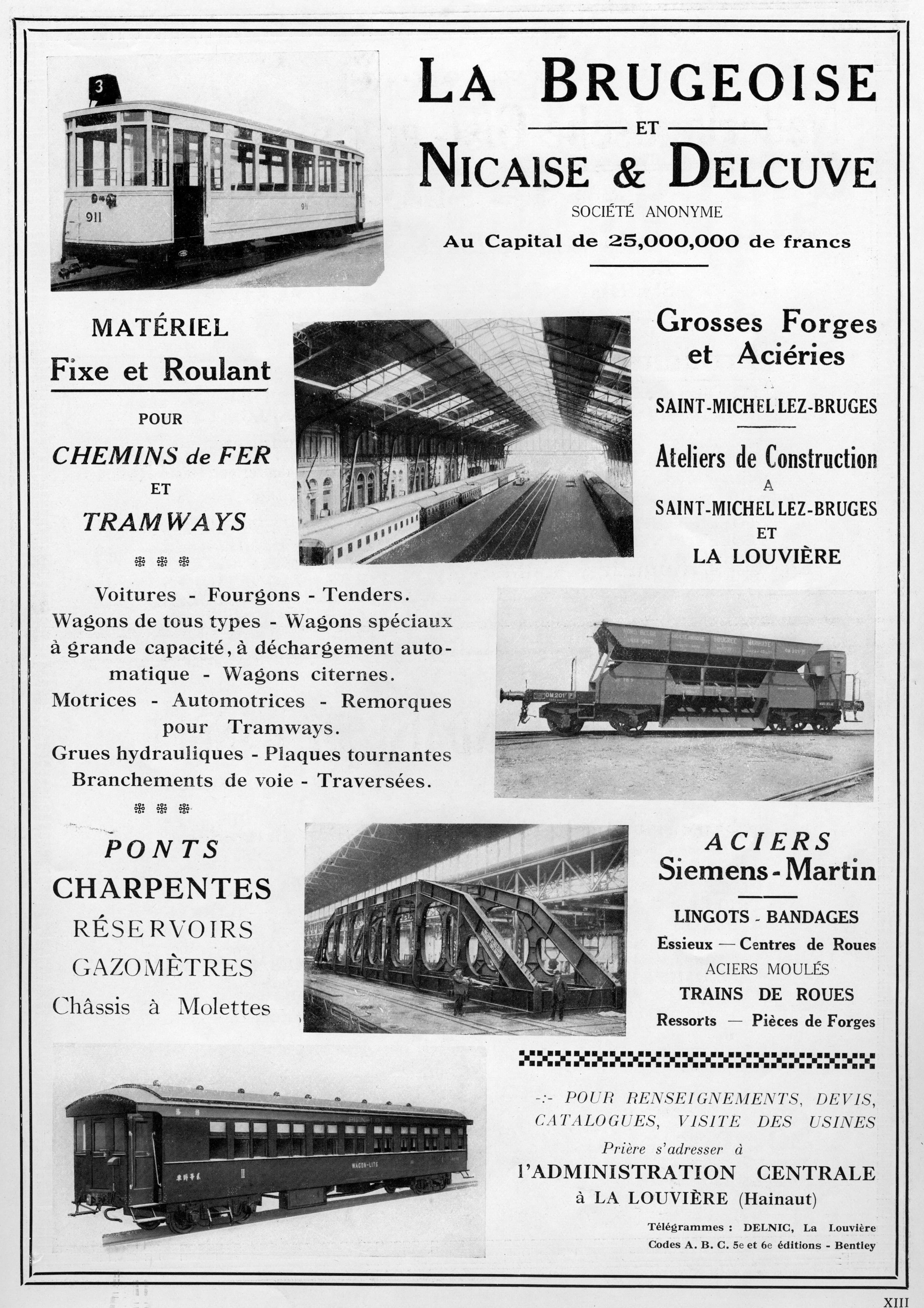
Publicité de la firme

La Brugeoise et Nicaise et Delcuve (BND) est une société créée le 7 juillet 1913 en Belgique à La Louvière pour construire des véhicules ferroviaires. 

## Histoire
- En 1855, un atelier métallurgique comportant une fonderie est construit aux abords de Bruges, sous le nom de S.A. Ateliers de construction, forges et aciéries de Bruges, en abrégé La Brugeoise)
- En 1885, l'usine de Saint-Michel-lez-Bruges de la Brugeoise livre son premier tramway
- En 1913, la Société Anonyme des Ateliers de Construction Forges & Aciéries de Bruges fusionne avec la Société Parmentier, Nicaise et Delcuve de La Louvière.
- En 1919, la société passe sous le contrôle de la Société générale de Belgique par augmentation du capital[2].
- En 1956, la société fusionne avec les   Ateliers Métallurgiques de Nivelles et devient La Brugeoise et Nivelles[3].

## Galerie

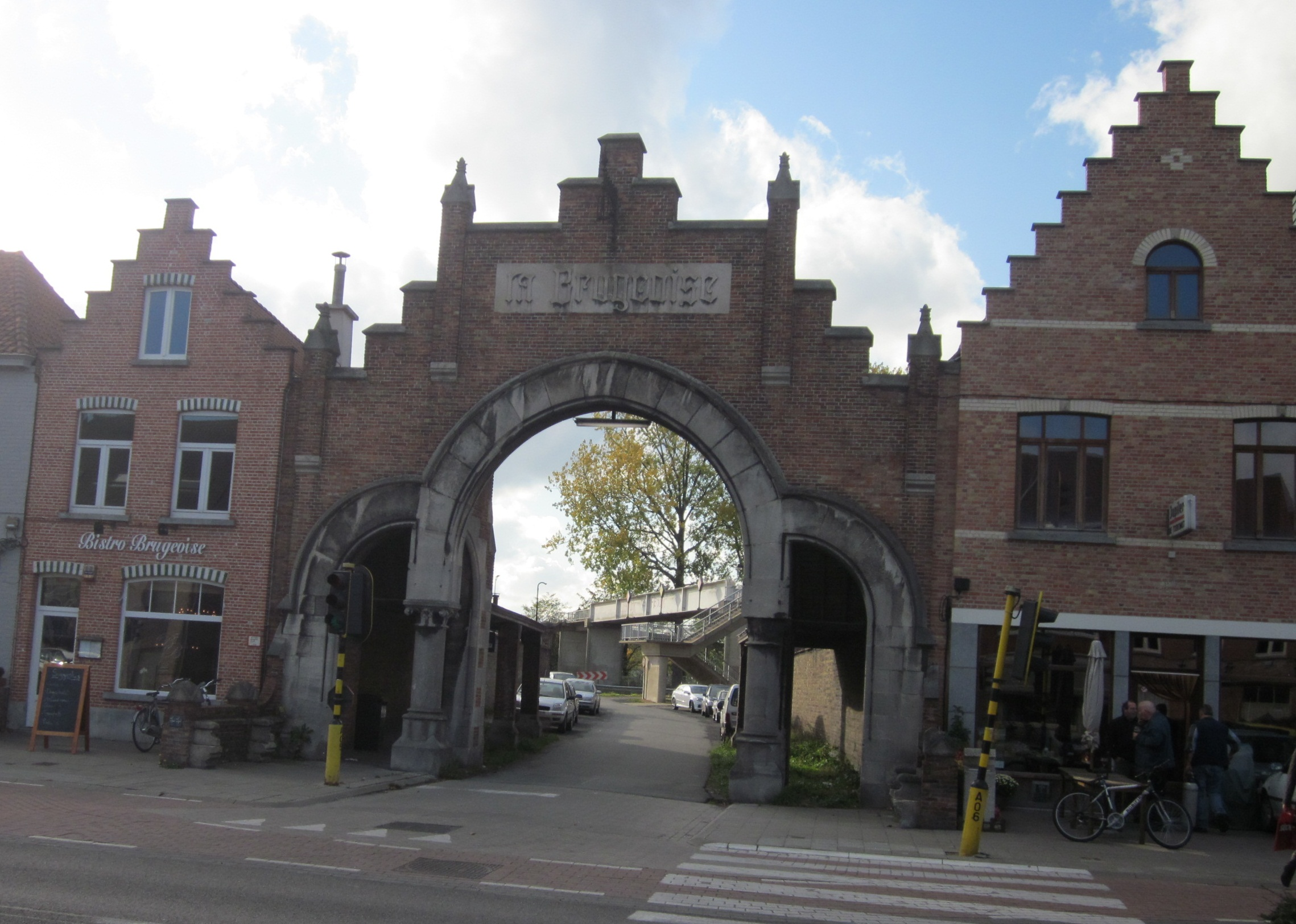
Portail de l'usine de Bruges
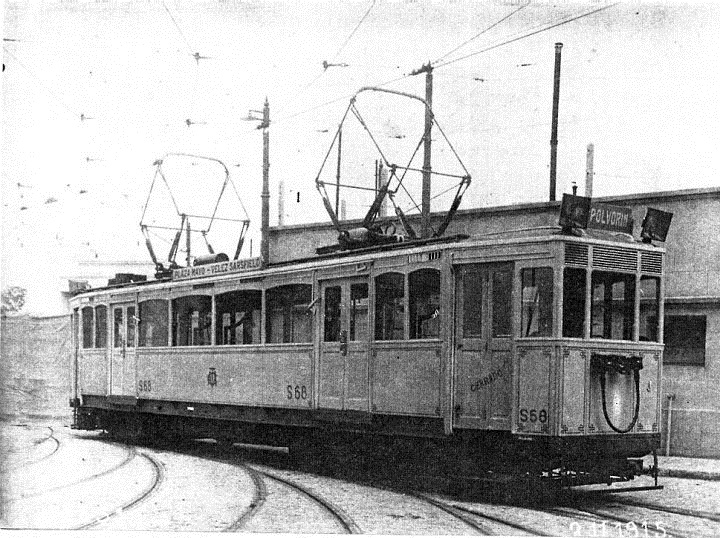
Motrice pour le réseau de métro de  Buenos Aires
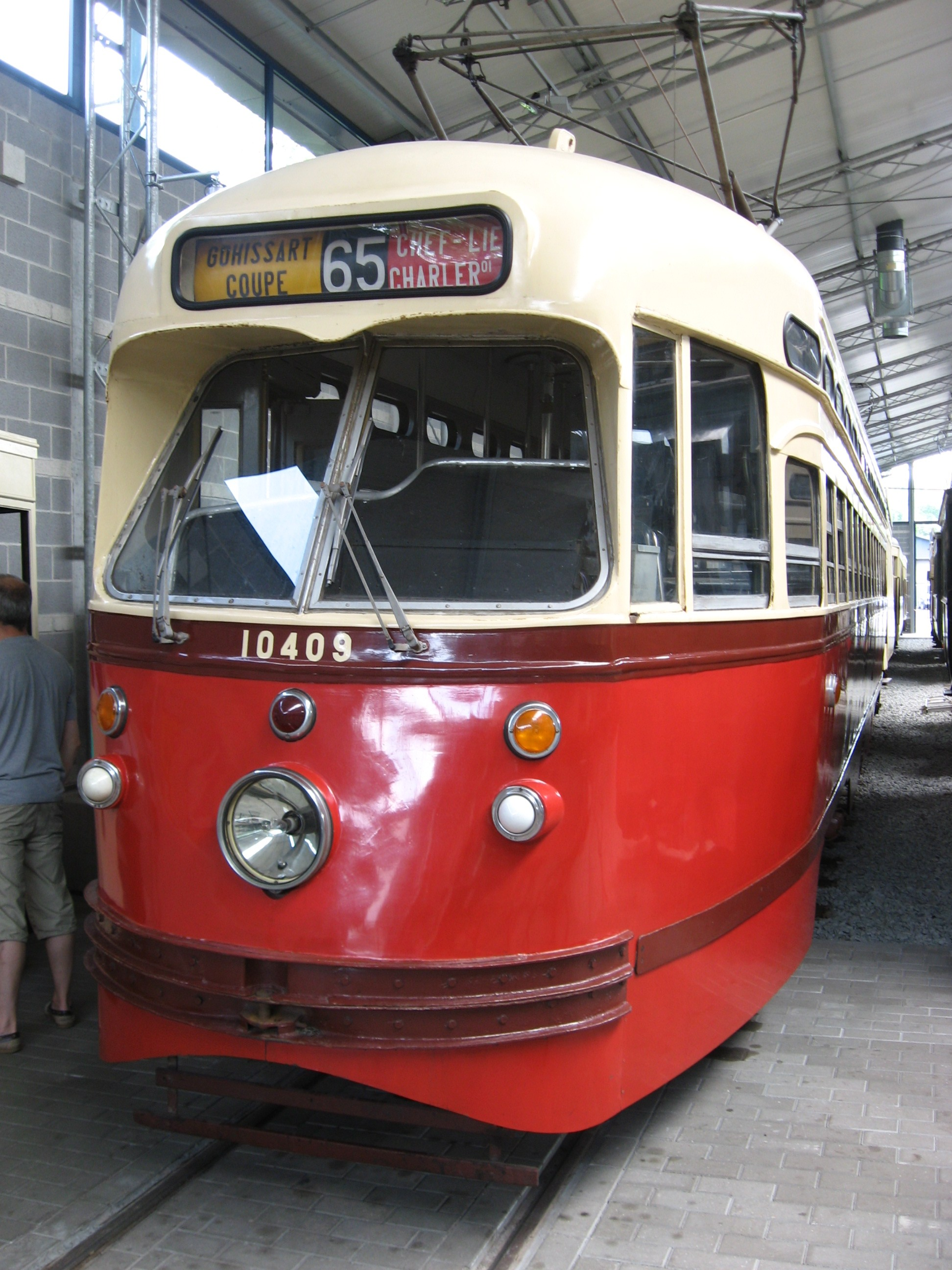
Motrice construite pour le réseau des tramways de Charleroi préservée à Thuin